# Liste des monuments historiques de Saumur
Cet article recense les monuments historiques de Saumur, en France.

## Statistiques
Saumur compte 47 édifices comportant au moins une protection au titre des monuments historiques, soit 7 % des monuments historiques du département de Maine-et-Loire.
Saumur compte également 58 monuments mobiliers.

## Immobilier
| Monument                                         | Adresse                                          | Coordonnées                        | Notice                                       | Protection                             | Date      | Illustration                                    |
| ------------------------------------------------ | ------------------------------------------------ | ---------------------------------- | -------------------------------------------- | -------------------------------------- | --------- | ----------------------------------------------- |
| Abbaye Saint-Florent et Église Saint-Barthélemy  |                                                  | 47° 15′ 58″ nord, 0° 06′ 11″ ouest | « PA00109302 »                               | Classé                                 | 1964/1973 | Abbaye Saint-Florent et Église Saint-Barthélemy |
| Chapelle Saint-Jean                              | 3 rue Corneille                                  | 47° 15′ 37″ nord, 0° 04′ 34″ ouest | « PA00109306 » « IA00031738 »                | Classé                                 | 1862      | Chapelle Saint-Jean                             |
| Château                                          |                                                  | 47° 15′ 25″ nord, 0° 04′ 21″ ouest | « PA00109307 » « IA00031763 »                | Classé                                 | 1862      | Château                                         |
| Château de Beaulieu                              | 126 Route de Montsoreau                          | 47° 14′ 53″ nord, 0° 02′ 48″ ouest | « PA00109308 »                               | Inscrit                                | 1987      | Image manquante Téléverser                      |
| Château Bouvet-Ladubay                           | 6 avenue Georges-Thoreau                         | 47° 15′ 39″ nord, 0° 06′ 00″ ouest | « PA49000012 »                               | Inscrit                                | 1997      | Château Bouvet-Ladubay                          |
| Château de Briacé                                | Rue du Chapeau                                   | 47° 15′ 58″ nord, 0° 03′ 23″ ouest | « PA00109309 » « IA49000593 »                | Inscrit                                | 2012      | Image manquante Téléverser                      |
| Château de Morains                               |                                                  | 47° 14′ 18″ nord, 0° 01′ 22″ ouest | « PA00109310 »                               | Inscrit                                | 1965      | Image manquante Téléverser                      |
| Château du Vieux Bagneux                         | Le Vieux Bagneux                                 | 47° 14′ 31″ nord, 0° 05′ 22″ ouest | « PA00109311 »                               | Inscrit                                | 1970      | Château du Vieux Bagneux                        |
| Couvent Notre-Dame des Ardilliers                | Quai du Jagueneau                                | 47° 15′ 11″ nord, 0° 03′ 46″ ouest | « PA00109333 » « IA00031640 »                | Classé                                 | 1940      | Couvent Notre-Dame des Ardilliers               |
| Croix Bourdon                                    | Rue Bouju                                        | 47° 16′ 15″ nord, 0° 04′ 13″ ouest | « PA00109312 »                               | Inscrit                                | 1974      | Croix Bourdon                                   |
| Dolmen de Bagneux                                | 56 rue du Dolmen                                 | 47° 14′ 35″ nord, 0° 05′ 42″ ouest | « PA00109303 »                               | Classé                                 | 1889      | Dolmen de Bagneux                               |
| Dolmen du Bois-Briand                            | Saint-Hilaire-Saint-Florent                      | 47° 15′ 38″ nord, 0° 06′ 07″ ouest | « PA00109313 »                               | Classé                                 | 1914      | Image manquante Téléverser                      |
| École de cavalerie                               | Place du Chardonnet Avenue du Maréchal-Foch      | 47° 15′ 39″ nord, 0° 05′ 09″ ouest | « PA00109304 » « IA00031596 »                | Inscrit                                | 1971      | École de cavalerie                              |
| Église Notre-Dame-des-Ardilliers                 |                                                  | 47° 15′ 11″ nord, 0° 03′ 48″ ouest | « PA00109316 » « IA00031640 »                | Classé                                 | 1906      | Église Notre-Dame-des-Ardilliers                |
| Église Notre-Dame-de-Nantilly                    | Place de Nantilly                                | 47° 15′ 12″ nord, 0° 04′ 35″ ouest | « PA00109317 » « IA00031735 »                | Classé                                 | 1840      | Église Notre-Dame-de-Nantilly                   |
| Église Saint-Hilaire-des-Grottes                 |                                                  | 47° 16′ 28″ nord, 0° 06′ 35″ ouest | « PA00109319 »                               | Classé                                 | 1969      | Église Saint-Hilaire-des-Grottes                |
| Église Saint-Lambert de Saint-Lambert-des-Levées | Avenue de la Croix-de-Guerre                     | 47° 16′ 40″ nord, 0° 04′ 57″ ouest | « PA00109320 » « IA49000584 »                | Classé                                 | 1964      | Image manquante Téléverser                      |
| Église Saint-Nicolas                             | Place Saint-Nicolas                              | 47° 15′ 42″ nord, 0° 04′ 46″ ouest | « PA00109315 » « IA00031737 »                | Inscrit                                | 1968      | Image manquante Téléverser                      |
| Église Saint-Pierre                              | Place Saint-Pierre                               | 47° 15′ 32″ nord, 0° 04′ 29″ ouest | « PA00109321 » « IA00031736 »                | Classé                                 | 1862      | Église Saint-Pierre                             |
| Église Saint-Pierre de Dampierre-sur-Loire       |                                                  | 47° 14′ 31″ nord, 0° 01′ 41″ ouest | « PA00109318 »                               | Inscrit                                | 1972      | Église Saint-Pierre de Dampierre-sur-Loire      |
| Église de la Visitation                          | 2 rue du Port-Cigongne 27 rue Waldeck-Rousseau   | 47° 15′ 46″ nord, 0° 04′ 20″ ouest | « PA00109322 » « IA00031742 »                | Inscrit                                | 1969      | Église de la Visitation                         |
| Fortifications Front ouest                       | 14 rue des Païens 23 rue de la Petite-Douve      | 47° 15′ 28″ nord, 0° 04′ 41″ ouest | « PA00109323 » « IA00031732 »                | Classé                                 | 1969      | Image manquante Téléverser                      |
| Hôtel des Anges                                  | 13 rue Fourrier                                  | 47° 15′ 30″ nord, 0° 04′ 24″ ouest | « PA00109330 » « IA00031710 »                | Inscrit                                | 1926      | Hôtel des Anges                                 |
| Hôtel du Belvédère                               | 67, 68, 69 quai Mayaud                           | 47° 15′ 35″ nord, 0° 04′ 27″ ouest | « PA00109324 » « IA00031757 »                | Inscrit                                | 1969      | Hôtel du Belvédère                              |
| Hôtel Blancher                                   | 21 à 24 place de la Bilange 1 rue Petite-Bilange | 47° 15′ 39″ nord, 0° 04′ 41″ ouest | « PA00109325 »                               | Inscrit                                | 1963      | Hôtel Blancher                                  |
| Hôtel du Commandement                            | 55 quai Mayaud                                   | 47° 15′ 33″ nord, 0° 04′ 24″ ouest | « PA00109326 » « IA00031674 »                | Inscrit                                | 1969      | Hôtel du Commandement                           |
| Hôtel Jamet                                      | 32, 33 quai Mayaud                               | 47° 15′ 29″ nord, 0° 04′ 16″ ouest | « PA00109328 »                               | Classé                                 | 1975      | Hôtel Jamet                                     |
| Hôtel Louvet-Mayaud                              | 1 rue du Maréchal-Leclerc                        | 47° 15′ 24″ nord, 0° 04′ 53″ ouest | « PA00109327 »                               | Inscrit                                | 1984      | Image manquante Téléverser                      |
| Hôtel de ville                                   | Place de la République                           | 47° 15′ 38″ nord, 0° 04′ 34″ ouest | « PA00109329 » « IA00031745 »                | Classé / Inscrit                       | 1903      | Hôtel de ville                                  |
| Lanterne des morts                               | Percée de Chanzy                                 | 47° 15′ 41″ nord, 0° 04′ 50″ ouest | « PA00109305 » « IA00031580 »                | Inscrit                                | 1922      | Lanterne des morts                              |
| Maison                                           | 1 montée du Fort                                 | 47° 15′ 31″ nord, 0° 04′ 30″ ouest | « PA00109337 »                               | Classé                                 | 1963      | Maison                                          |
| Maison                                           | 7 montée du Fort                                 | 47° 15′ 30″ nord, 0° 04′ 29″ ouest | « PA00109336 » « IA00031802 »                | Inscrit                                | 1928      | Maison                                          |
| Maison                                           | 3 et 3 bis place Saint-Pierre                    | 47° 15′ 31″ nord, 0° 04′ 31″ ouest | « PA00109338 » « IA00031962 »                | Classé, également site inscrit en 1963 | 1968      | Maison                                          |
| Maison                                           | 6 rue Basse Saint-Pierre                         | 47° 15′ 32″ nord, 0° 04′ 25″ ouest | « PA00109335 » « IA00031777 »                | Inscrit                                | 1963      | Maison                                          |
| Maison                                           | 13 rue du Temple 4 rue Traversière               | 47° 15′ 29″ nord, 0° 04′ 36″ ouest | « PA00109339 »                               | Inscrit                                | 1926      | Image manquante Téléverser                      |
| Maison de la Reine de Sicile                     | 1 rue Waldeck-Rousseau                           | 47° 15′ 45″ nord, 0° 04′ 19″ ouest | « PA00109332 » « IA00031755 »                | Classé                                 | 1912      | Maison de la Reine de Sicile                    |
| Maison du Roi                                    | 33 rue Dacier                                    | 47° 15′ 32″ nord, 0° 04′ 37″ ouest | « PA00109334 » « IA00031754 »                | Inscrit                                | 1926      | Maison du Roi                                   |
| Maisons de la Fontaine                           | 1, 3, 5, 7 place Notre-Dame                      | 47° 15′ 12″ nord, 0° 03′ 51″ ouest | « PA00109331 » « IA00031901 » « IA00031902 » | Inscrit                                | 1964      | Maisons de la Fontaine                          |
| Manoir de Chaintre                               |                                                  | 47° 13′ 27″ nord, 0° 02′ 48″ ouest | « PA00109341 »                               | Inscrit                                | 1980      | Image manquante Téléverser                      |
| Manoir de Fourneux                               |                                                  | 47° 13′ 37″ nord, 0° 01′ 52″ ouest | « PA00109340 »                               | Inscrit                                | 1971      | Image manquante Téléverser                      |
| Petit dolmen de Bagneux                          | Malgagne Haute Pierre Couverte                   | 47° 14′ 44″ nord, 0° 05′ 54″ ouest | « PA00109314 »                               | Classé                                 | 1889      | Image manquante Téléverser                      |
| Pierre Longue                                    | Pierre Fiche                                     | 47° 14′ 28″ nord, 0° 05′ 39″ ouest | « PA00109342 »                               | Classé                                 | 1889      | Pierre Longue                                   |
| Temple réformé                                   | Rue des Païens                                   | 47° 15′ 24″ nord, 0° 04′ 41″ ouest | « PA00109437 »                               | Inscrit                                | 1991      | Temple réformé                                  |
| Tour du Bourg                                    | 9, 11 rue du Prêche                              | 47° 15′ 25″ nord, 0° 04′ 40″ ouest | « PA00109343 »                               | Classé                                 | 1972      | Tour du Bourg                                   |
| Tour Grénetière                                  | Place de l'Arche-Dorée                           | 47° 15′ 25″ nord, 0° 04′ 42″ ouest | « PA00109344 » « IA00031732 »                | Classé                                 | 1969      | Tour Grénetière                                 |
| Tour Papegault                                   | Rue Raspail                                      | 47° 15′ 30″ nord, 0° 04′ 19″ ouest | « PA00109345 »                               | Classé                                 | 1965      | Tour Papegault                                  |
| Théâtre                                          | 1 quai Lucien-Gautier                            | 47° 15′ 39″ nord, 0° 04′ 35″ ouest | « PA49000088 » « IA00031752 »                | Inscrit                                | 2012      | Théâtre                                         |